# Crosbya straminea
Crosbya straminea är en bladmossart som beskrevs av Dale Hadley Vitt 1977. Crosbya straminea ingår i släktet Crosbya och familjen Hookeriaceae. Inga underarter finns listade i Catalogue of Life.